# Eufrasiusbasiliek (Poreč)
De Eufrasiusbasiliek (Kroatisch: Bazilika Eufrazijana) is het bekendste bouwwerk in de Kroatische stad Poreč in Istrië. Deze basiliek is in de zesde eeuw na Christus gebouwd en is vernoemd naar de Byzantijnse bisschop Eufrasius. In 1997 is dit bouwwerk door UNESCO op de Werelderfgoedlijst geplaatst. De kerk is gebouwd in Byzantijnse stijl.

## De basiliek
Het oudste gedeelte van het complex wordt gevormd door de resten van een kapel uit de 4e eeuw, gebouwd door Maurus, de bisschop van Poreč. Het complex van de 6e-eeuwse Sint-Eufrasiusbasiliek is een voorbeeld van de vroegchristelijke Byzantijnse bouwkunst in Europa. Het complex bestaat uit de drieschepige basiliek zelf, gedecoreerd met mozaïeken, een atrium, een achthoekig baptisterium, een voorportaal en een herdenkingskapel met een grondplan in klaverbladvorm.

## Het interieur
Binnen in de drieschepige kerk bevinden zich kleurrijke mozaïeken in de apsis. Bovenaan is Jezus op de troon te zien, geflankeerd door zijn apostelen. In de koepel domineert Maria met haar kind. Naast haar zijn engelen en heiligen met martelaarskroon te zien. Tussen de figuren bevindt zich ook bisschop Eufrasius, die de Heilige Maagd naar Byzantijns gebruik een schaalmodel van de basiliek aanbiedt. Onder dit mozaïek zijn taferelen uit het leven van Maria aangebracht, en daaronder weer bevinden zich geometrische decoraties in marmer. De overkoepeling boven het altaar, het gotische ciborium is in de 13e eeuw gebouwd en gedecoreerd met in goud gevatte edelstenen.
Verder zijn er in de basiliek achttien Griekse marmeren zuilen die zijn versierd met gebeeldhouwde kapitelen. De apsis is versierd met 6e-eeuwse mozaïeken. Bij de sacristie is er een kleine kapel met drie apsissen, waar ook een vloer ligt uit de 6e eeuw. Onder deze vloer liggen de stoffelijke resten van de heiligen Maurus en Eleutherius. In het midden van het baptisterium bevindt zich een doopvont en zijn er enkele fragmenten van mozaïeken.
De kerk is geopend voor bezichtiging. In de zomer zijn er rondleidingen met gids.